# 小行星8882
小行星8882（英語：8882 Sakaetamura）是一颗围绕太阳公转的小行星。1994年1月10日，圓舘金、渡邊和郎在北见发现了此天体。
这颗小行星的绝对星等为291.2089892338564等。